# کاروانسرای پشته سنگر
کاروانسرای پشته سنگر مربوط به دوره قاجار است و در ۷ کیلومتری جاده قدیم لار، شیراز، روبروی کارخانه سنگ گچ لولو واقع شده و این اثر در تاریخ ۱۹ مرداد ۱۳۸۴ با شمارهٔ ثبت ۱۲۷۳۶ به‌عنوان یکی از آثار ملی ایران به ثبت رسیده است.